# Epidemia de singurătate
Epidemia de singurătate este o tendință în curs de desfășurare de singurătate și izolare socială resimțită de oameni din întreaga lume. Creșterea ar fi început în anii 2010 și a fost exacerbată de efectele izolatoare ale distanțării sociale, ordinelor de stat acasă și deceselor din timpul pandemiei de COVID-19. Alți factori atribuiți creșterii includ individualismul, tehnologia și rețelele sociale, inegalitatea economică, lipsa sprijinului social și lipsa unei diplome universitare.

## Istoria studiului asupra singurătății
Conceptul de „epidemie de singurătate” a început să atragă atenția înainte de pandemia de COVID-19, cercetătorii indicând ratele tot mai mari de izolare socială în anii 2000. Studiul din 2000 al lui Robert D. Putnam, Bowling Alone, a fost unul dintre primele care au identificat singurătatea ca fiind o epidemie, subliniind modul în care participarea redusă la viața civică și la grupurile comunitare a slăbit legăturile sociale în Statele Unite.
În 2010, o analiză sistematică și o meta-analiză realizată de Holt-Lunstad, Smith și Layton au afirmat că „modul de viață modern din țările industrializate” reduce considerabil calitatea relațiilor sociale, parțial din cauza faptului că oamenii nu mai locuiesc în imediata apropiere a familiilor lor extinse. Studiul notează că, între 1990 și 2010, numărul americanilor care au raportat că nu au oameni apropiați s-a triplat.
O serie de studii au fost publicate cu puțin timp înainte de pandemia de COVID-19 de către academicieni precum Claude S. Fischer și Eric Klinenberg. Deși nu a fost întotdeauna clar pentru toți cercetătorii că singurătatea era o „epidemie”, studiile au concluzionat că singurătatea este într-adevăr o problemă serioasă, având un impact sever asupra sănătății a milioane de oameni.
La începutul anului 2021, la scurt timp după debutul pandemiei de COVID-19, proiectul Making Caring Common al Universității Harvard a publicat primul său raport „Singurătatea în America”, care a legat criza de izolarea cauzată de pandemie și a identificat o singurătate semnificativă, în special în rândul tinerilor adulți și al părinților copiilor mici. În același an, studiul ulterior al lui Richard Weissbourd a constatat că aproximativ 36% dintre adulții americani au raportat singurătate cronică, o tendință reflectată în mai multe țări în care carantinele și distanțarea socială au intensificat izolarea socială.
În Europa, Centrul Comun de Cercetare al Comisiei Europene a realizat o analiză comparativă a prevalenței și factorilor determinanți ai singurătății și izolării sociale în perioada pre-COVID. Rezultatele au indicat că 8,6% din populația adultă din Europa se confruntă frecvent cu singurătate, iar 20,8% se confruntă cu izolare socială, Europa de Est înregistrând cea mai mare prevalență a ambelor fenomene.
În Australia, sondajul național anual privind dinamica gospodăriilor, veniturilor și forței de muncă în Australia (HILDA) a raportat o creștere constantă de 8% a acordului cu afirmația „Mă simt adesea foarte singur” între 2009 și 2021, răspunsurile care indică „acord total” crescând constant cu peste 20% în aceeași perioadă. Aceasta reprezintă o inversare a tendinței observate de la începutul sondajului în 2001 până în 2009, când ambele cifre scăzuseră constant.
Împreună, aceste studii au stimulat eforturi mai recente de a examina și aborda singurătatea ca prioritate de sănătate publică, în SUA și la nivel global.

## Cauzele singurătății
Unii autori au identificat individualismul drept o cauză principală a singurătății în societățile occidentale, în special în cea americană. Cercetători precum Robert N. Bellah, în lucrarea sa Habits of the Heart, susțin că individualismul american slăbește legăturile comunitare, ducând la izolare socială și singurătate. În mod similar, eseurile lui Wendell Berry subliniază modul în care structurile sociale moderne, orientate spre profit, subminează conexiunea comunitară.
Utilizarea tehnologiei este un alt factor semnificativ. Potrivit Capita, un think tank american specializat în studiul singurătății, utilizarea excesivă a rețelelor digitale și sociale, în special în rândul tinerilor, reduce adesea interacțiunile din viața reală și adâncește sentimentele de izolare. Într-un alt eseu intitulat The Good, The Bad & The Lonely (Cei buni, Cei răi și Cei singuri), Capita a subliniat că Generația Z se confruntă cu o singurătate accentuată, deoarece raportează o implicare mai scăzută în activități comunitare. Cercetările lui Richard Weissbourd susțin aceste descoperiri, corelând rețelele sociale și timpul petrecut în fața ecranelor cu deconectarea în rândul tinerilor americani.
S-a constatat că și provocările economice agravează aceste probleme. Lucrătorii cu salarii mici și persoanele din zonele cu venituri mici se confruntă cu niveluri mai ridicate de singurătate din cauza mobilității sociale limitate și a accesului limitat la resursele comunității. Cartea lui Chris Arnade, Dignity, descrie modul în care inegalitatea economică izolează indivizii, în special în comunitățile cu venituri mici.
Între timp, un sondaj din 2021 privind impactul statutului de părinte asupra singurătății indică faptul că, deși părinții raportează un sprijin social puțin mai mare decât cei care nu sunt părinți, gospodăriile formate dintr-o singură persoană și mediile cu sprijin social scăzut se confruntă cu riscuri crescute de izolare. Cartea lui Timothy P. Carney, Familii Neprietenoase, evidențiază politicile care nu reușesc să sprijine părinții care stau acasă, contribuind la izolare și la probleme de sănătate mintală.

## Răspunsuri globale la epidemia de singurătate
Începând cu anii 2010, inițiative la scară largă au fost lansate în țări precum SUA, Australia și Regatul Unit.
În noiembrie 2023, Organizația Mondială a Sănătății a declarat singurătatea o „problemă globală de sănătate publică” și a lansat o comisie internațională pentru a studia problema.

### Statele Unite
În SUA, epidemia de singurătate a devenit din ce în ce mai mult un subiect de dezbatere publică, în special din mai 2023, când medicul general american Vivek Murthy a publicat un aviz al Departamentului de Sănătate și Servicii Umane al Statelor Unite privind impactul epidemiei de singurătate și izolare. Raportul a subliniat riscurile pentru sănătate ale singurătății, inclusiv bolile de inimă, accidentul vascular cerebral și demența, și a comparat pericolele singurătății cu alte amenințări la adresa sănătății publice, cum ar fi fumatul și obezitatea.
În urma consultanței lui Murthy, au apărut propuneri legislative bipartizane, în special Legea privind Strategia Națională pentru Conexiuni Sociale, condusă de senatorul Chris Murphy. Această propunere de lege își propune să înființeze un birou federal axat pe abordarea singurătății și promovarea conexiunilor sociale prin inițiative comunitare și de sănătate publică.
Discuția despre singurătate s-a extins de atunci pentru a include răspunsuri la nivel de stat și o mai mare conștientizare a publicului, subliniind necesitatea unor eforturi sistemice pentru a contracara această provocare de sănătate publică.
În septembrie 2024, New York Times a relatat că indicatorii de singurătate erau deosebit de frecvenți în rândul americanilor care nu au o diplomă universitară.